# Église des Saints-Apôtres de Donja Orovica
Pour les articles homonymes, voir Église des Saints-Apôtres.
L'église en bois des Saints-Apôtres de Donja Orovica (en serbe cyrillique : Црква брвнара Светих Апостола у Доњој Оровици ; en serbe latin : Crkva brvnara Svetih Apostola u Donjoj Orovici) est une église orthodoxe serbe serbe située à Donja Orovica, dans le district de Mačva et dans la municipalité de Ljubovija en Serbie. Elle est inscrite sur la liste des monuments culturels protégés de la république de Serbie (no SK 580),.

## Présentation
L'église est située dans la région de l'Azbukovica, en contrebas du mont Medvednik.
L'église a été construite en 1839-1840 à l'emplacement d'une église plus ancienne détruite par les Ottomans en 1813 ; cette construction a été permise notamment grâce aux efforts des habitants du village.
Elle est constituée d'une nef unique prolongée par une abside demi-circulaire à l'est et précédée par un porche demi-circulaire à l'ouest. Elle mesure 15,50 m de long sur 6,30 m de large et est construite en rondins de chêne. Le porche est soutenu par huit piliers sculptés. Le toit, qui se termine en demi-cercle aussi bien à l'ouest qu'à l'est, est recouvert de bardeaux aujourd'hui protégés par de la tôle.

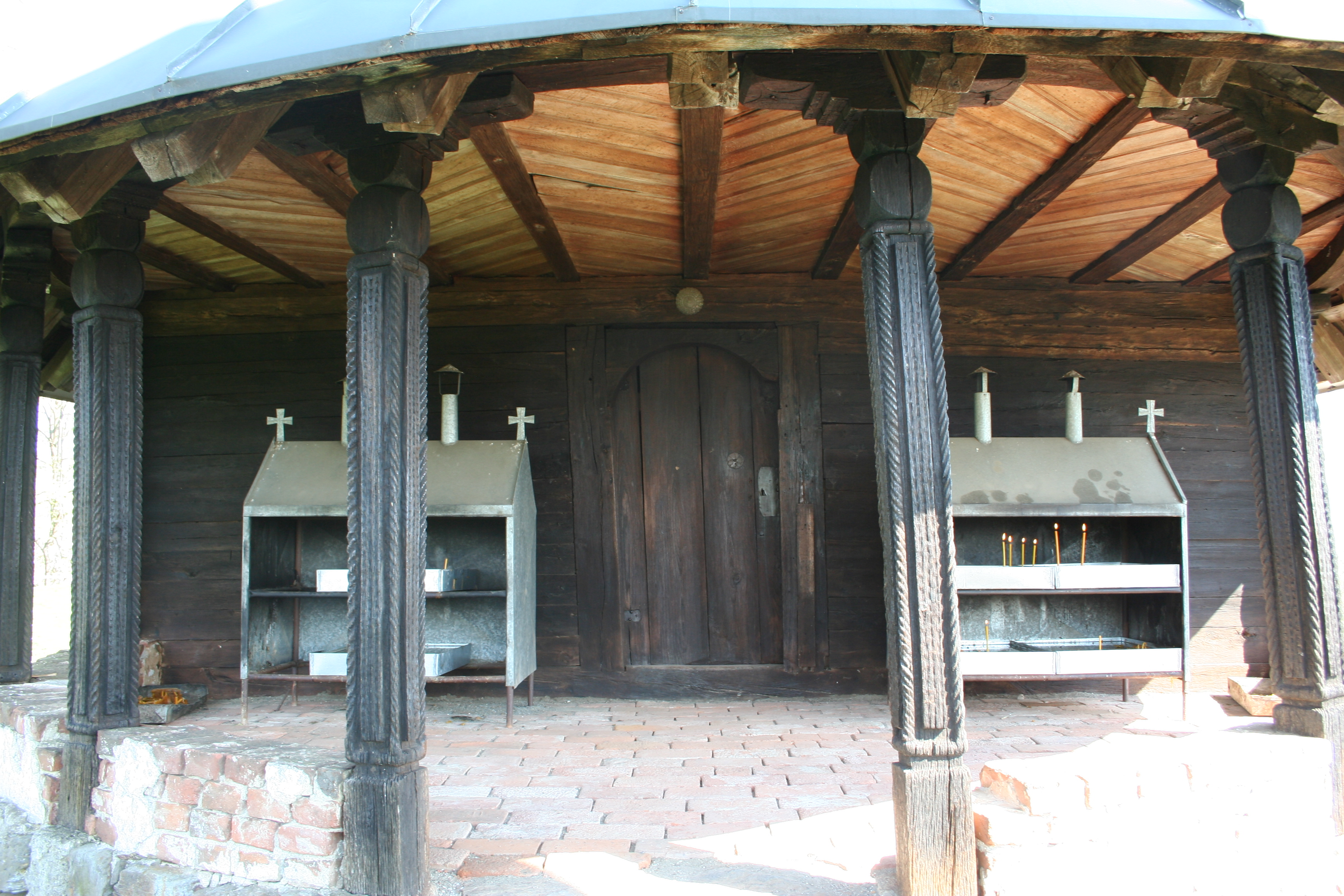
Détail du porche d'entrée.
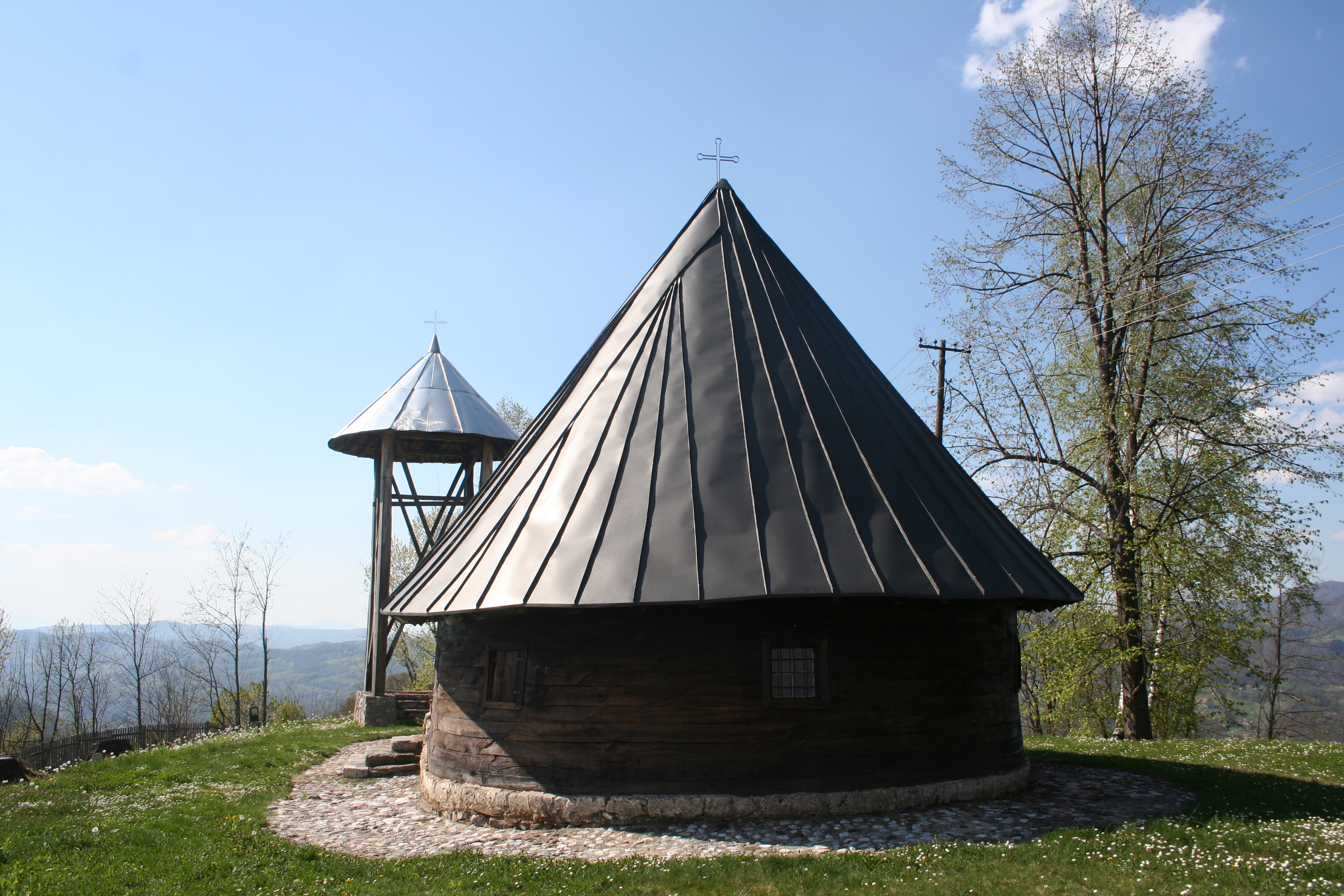
Le chevet de l'église.
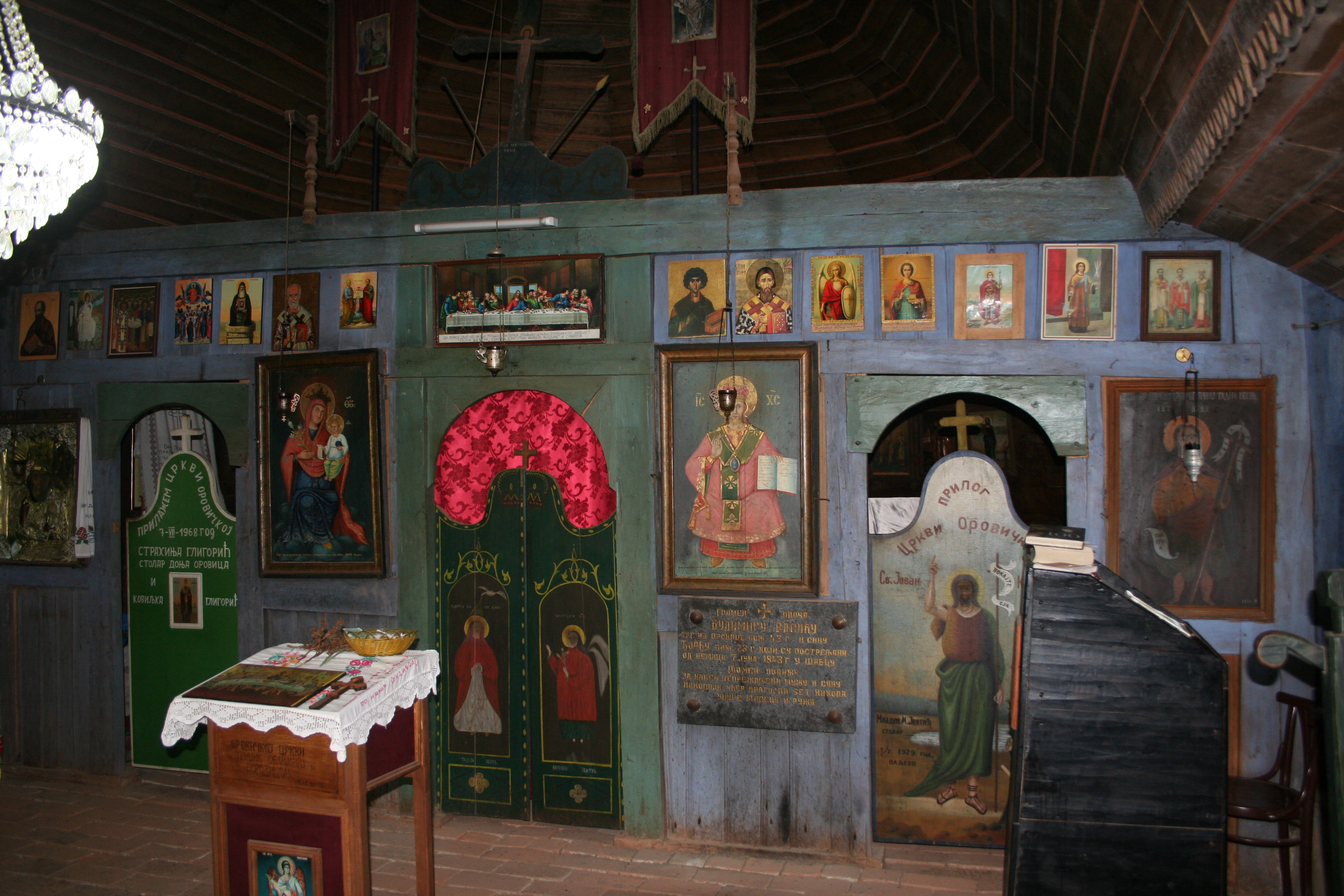
L'iconostase de l'église.